# Les Olives
Les Olives est un quartier de Marseille, au sein du 13e arrondissement. Il est situé à la limite entre les quartiers nord et l'est de la ville. 

## Histoire
Selon le livre de raison de la paroisse, le quartier doit son nom à la famille Olive, et non pas à la culture de l'olivier.
En effet, le 10 février 1466, Paul Marsan donne à bail une étendue considérable de terrain à un couple de nourriguiers (éleveurs pratiquant la transhumance), Simon Olive et Jeanne Davin, dite Capel. Ils vinrent se retirer dans cet endroit qui naturellement fut nommé Les Olives. À leur mort, les nombreux enfants formèrent le domaine des Olives, puis leurs descendants le hameau des Olives.
L'église des Olives (dédiée à saint Paul) était à l'origine une chapelle privée, érigée au XVe siècle, qui servit jusqu'en 1640-1650, date à laquelle les habitants firent construire, à leurs frais, l'église qui changea plusieurs fois de titulaire. C'est ainsi qu'après avoir été Notre-Dame des Grâces, terminée vers 1660 et agrandie en 1759, elle prit en 1836 le vocable  Nativité de la Sainte Vierge, puis enfin Conversion de Saint-Paul en 1863.
À la suite des restaurations effectuées de 1972 à 1980, il apparait que le bâtiment est bien plus ancien que supposé.
Dans l'église se trouve l'une des quatre copies sur toile de lin, grandeur nature, du saint suaire de Turin, réalisée par les services la N.A.S.A., rapportée par le père Pestre, curé de la paroisse, en mars 1982, sur les conseils du père Pirot.
Une petite partie du quartier, autour de la résidence des Olives, est classée quartier prioritaire avec 843 habitants en 2018 pour un taux de pauvreté de 46 %.

## Lieux et monuments
- L'église des Olives, au cœur du vieux village
- Le Bureau municipal de proximité (anciennement mairie annexe)
- Le vélodrome des Olives, construit en 1975[3]
- Le canal de Marseille et le siphon sous l'avenue des Poilus
- Le Laboratoire d'Astronomie Spatiale (LAS-CNRS/Aix-Marseille Université).

## Personnalités liées au quartier
- Léon Foenquinos (1889-1954), inventeur ; une plaque a son nom a été apposée sur la maison où il a séjourné[4].
- Elie Kakou, inhumé au cimetière juif[5].